# Іст-Трой (містечко, Вісконсин)
Іст-Трой (англ. East Troy) — місто (англ. town) в США, в окрузі Волворт штату Вісконсин. Населення — 3992 особи (2020).

## Демографія
Згідно з переписом 2010 року, у місті мешкала 4021 особа в 1547 домогосподарствах у складі 1177 родин. Було 1914 помешкання
Расовий склад населення:
| - 97,6 % — білих - 0,4 % — чорних або афроамериканців - 0,4 % — азіатів - 0,2 % — корінних американців - 0,1 % — вихідців з тихоокеанських островів |

До двох чи більше рас належало 1,0 %. Частка іспаномовних становила 1,8 % від усіх жителів.
За віковим діапазоном населення розподілялося таким чином: 21,8 % — особи молодші 18 років, 64,2 % — особи у віці 18—64 років, 14,0 % — особи у віці 65 років та старші. Медіана віку мешканця становила 44,3 року. На 100 осіб жіночої статі у місті припадало 101,7 чоловіків;  на 100 жінок у віці від 18 років та старших — 105,1 чоловіків також старших 18 років.
Середній дохід на одне домашнє господарство  становив 91 874 долари США (медіана — 92 955), а середній дохід на одну сім'ю — 107 296 доларів (медіана — 112 854). Медіана доходів становила 58 261 долар для чоловіків та 41 954 долари для жінок. За межею бідності перебувало 5,3 % осіб, у тому числі 13,2 % дітей у віці до 18 років та 4,3 % осіб у віці 65 років та старших.
Цивільне працевлаштоване населення становило 2441 особа. Основні галузі зайнятості: освіта, охорона здоров'я та соціальна допомога — 24,7 %, виробництво — 20,2 %, будівництво — 10,6 %, мистецтво, розваги та відпочинок — 9,9 %.